# Hans Peter Kofoed
 Der er flere personer med dette navn, se Peter Kofod.
Hans Peter Kofoed (16. oktober 1746 i Svaneke – 3. januar 1812 i København) var en dansk kaptajn, grosserer og godsejer.
Hans Peter voksede op på Kofoedgård i Østermarie som søn af købmand Peder Jørgensen Kofoed (1707 - 1778). Han arbejdede sig op til skibsfører, kaptajn og senere til reder med otte fregatter, der sejlede mellem København og de Vestindiske Øer som Sankt Croix. Han erhvervede sig en formue gennem hans adskillige engagementer som import af sukker. I 1785 opførte han det store købmandsgård på Christianshavn.
I december 1786 giftede han sig med Marie Mortensdatter Bohn (1760 - 1838), der tidligere på året havde mistet sin søn og mand. Parret forblev barnløse, men i stedet for tog de i 1787 den 11-årige Johan Petter fra Skt. Croix i huset, han havde mistet sin mor. To år senere kom sin niece Barbara Kirstine Bohn (1781-1864) til familien som plejebarn.
Kofoed købte i 1809 Holbæk Slots Ladegård, der har en park på 11 hektar, og i 1810 den 688 hektar store Aastrup Gods.
Hans Peter døde d. 3. december 1812. Marie Kofoed fortsatte, med den arvede formue, driften og forretninger. De stiftede legater strakte langt ind i 1900-tallet.